# In den Eicken
In den Eicken ist ein Ortsteil von Halver im Märkischen Kreis im Regierungsbezirk Arnsberg in Nordrhein-Westfalen (Deutschland).

## Lage und Beschreibung
In den Eicken liegt im westlichen Halver an der Stadtgrenze zu Radevormwald und Wipperfürth. Nachbarorte sind das unmittelbar angrenzende Auf der Bever, In den Kuhlen, Büchenbaum, Hohenplanken und Schwenke, sowie die Radevormwalder Orte Obergraben und  Untergraben und die Wipperfürther Orte Schwelmersiepen und Kahlenberg. Der Ort ist über eine Nebenstraße aus Schwenke erreichbar, die weiter zu Radevormwalder Ortschaften führt. 
Südlich von In den Eicken entspringt in einem Quellteich die Bever, ein Nebenfluss der Wupper, der in der Bevertalsperre gestaut wird. In dem Ort überwiegt moderne Einfamilienhausbebauung.

## Geschichte
In den Eicken wurde erstmals 1733 urkundlich erwähnt, die Entstehungszeit der Siedlung liegt vermutlich nach 1636. In den Eicken ist ein Abspliss von Auf der Bever.
1818 lebten vier Einwohner im Ort. 1838 gehörte In den Eicken der Eickhöfer Bauerschaft innerhalb der Bürgermeisterei Halver an. Der laut der Ortschafts- und Entfernungs-Tabelle des Regierungs-Bezirks Arnsberg als Kotten kategorisierte Ort besaß zu dieser Zeit ein Wohnhaus. Zu dieser Zeit lebten zehn Einwohner im Ort, allesamt evangelischen Glaubens.
Das Gemeindelexikon für die Provinz Westfalen von 1887 gibt eine Zahl von sechs Einwohnern an, die in einem Wohnhaus lebten.

## Wanderwege
Der Halveraner Rundweg mit dem Wegzeichen H im Kreis durchquert den Ort.